# Temnothorax xiaohan
Temnothorax xiaohan (лат.) — вид мелких муравьёв рода Temnothorax из подсемейства мирмицины (Formicidae). Встречается в Китае.

## Этимология
Видовое название T. xiaohan происходит от слова «Xiǎohán» (小寒, «сяохань», «небольшой холод»), обозначающего один из 24 сроков (знаков зодиака) традиционного Китайского солнечного календаря (знак Козерог, с 6 января).

## Распространение и экология
Китай: Тибетский автономный район. Этот вид обитает в субальпийском влажном вечнозеленом широколиственном лесу на высоте 2050—2740 м, фуражирует на земле и на растениях, гнездится под камнями.

## Описание
Мелкие муравьи (около 3 мм), основная окраска тела коричневато-жёлтая (голова и брюшко темнее). Новый вид сходен с T. qiufen, но отличается тем, что у нового вида бока мезосомы крупно сетчатые, цвет тела красновато-коричневый, голова и брюшко коричнево-чёрные; у T. qiufen бока мезосомы мелко сетчатые, цвет тела коричнево-чёрный, голова и брюшко чёрные. Новый вид также похож на T. dashu, но отличается тем, что у нового вида проподеальные шипы слабо длиннее их базальной ширины при боковом виде, петиолярный узел асимметричный с более высоким переднедорсальным углом; у T. dashu проподеальные шипы короче их базальной ширины при боковом виде, петиолярный узел симметричный с узко закруглённым дорсом. Новый вид также сходен с T. liqiu, но отличается от него метанотальной бороздкой, отсутствующей при виде сбоку, петиолярным узлом, асимметричным с более высоким переднебоковым углом, сильно сетчатым задним краем головы; у T. liqiu метанотальная бороздка слабо вдавлена при виде сбоку, петиолярный узел симметричный с узко закруглённым дорсумом, слабо сетчатый задний край головы. Брюшко гладкое и блестящее. Усики 12-члениковые. Вид был впервые описан в 2024 году китайскими мирмекологами Yu-Han Qian и Zheng-Hui Xu (Southwest Forestry University, Куньмин, Юньнань) по типовым материалам из Китая.

### Комментарии
1. ↑  В западном календаре это соответствует второй половине зодиакального знака Козерог (с 6 января), а в переводе означает «небольшой холод». Первой половине соответствует Dōngzhì и назван вид Temnothorax dongzhi.